# Glomeridella minima
Glomeridella minima är en mångfotingart som först beskrevs av Robert Latzel 1884.  Glomeridella minima ingår i släktet Glomeridella och familjen Glomeridellidae.

## Underarter
Arten delas in i följande underarter:
- G. m. bitaeniata
- G. m. minima
- G. m. norica